# خوسيه أرتور ساليناس غارزا
خوسيه أرتور ساليناس غارزا (بالإسبانية: José Arturo Salinas Garza)‏ هو سياسي مكسيكي، ولد في 11 أبريل 1975 في غوادالوبي، نويفو ليون في المكسيك. حزبياً، نشط في حزب العمل الوطني. وقد انتخب عضو مجلس النواب المكسيك.